# Jones the Rhythm
 Jones the Rhythm  è un singolo della cantante giamaicana Grace Jones pubblicato nel 1985.

## Descrizione
Il brano, secondo ed ultimo estratto da Slave to the Rhythm, era la traccia di apertura dell'album, una delle otto variazioni del brano Slave to the Rhythm che andavano a comporre il concept. Arrangiato con un'orchestrazione sinfonica orientata verso il rock sperimentale, vedeva la partecipazione ai cori degli Ambrosian Singers.
Il brano si apre con un'introduzione parlata dell'attore Ian McShane, che recita alcuni passi della biografia di Jean-Paul Goude Jungle Fever che allora, era compagno e regista dei video della cantante.
Il brano è stato scritto da Bruce Woolley, Simon Darlow, Stephen Lipson e Trevor Horn, che ne è anche il produttore, e fu pubblicato su 45 giri in una versione di 4:00 rispetto alla extended version presente nell'album.
Sul lato b è presente un brano non incluso nell'album dal titolo Junkyard, un'ulteriore versione sperimentale della title track, prevalentemente strumentale. 
Il singolo non ebbe alcun impatto nelle classifiche e non ebbe successo commerciale, oscurato probabilmente dal successo ancora presente del singolo precedente.

## Tracce
- 7" single

A. "Jones the Rhythm" – 4:00
B. "Junkyard" – 5:20
- 7" UK single

A. "Jones the Rhythm" – 4:06
B. "Slave to the Rhythm" – 4:20
- 12" single

A. "Jones the Rhythm" (long version) - 5:30
B1. "The Frog and the Princess" (LP version)
B2. "Jones the Rhythm" - 4:00
- 12" UK single

A. "Jones the Rhythm" – 6:09
B1. "Slave to the Rhythm" – 8:22
B2. "Annihilated Rhythm" – 3:34
- 12" US promotional single[5]

A. "Jones the Rhythm" (long version) – 5:30
B. "Jones the Rhythm" (edited version) – 3:58